# Gunwi
Huyện Gunwi (Hán-Việt: Quân Uy) là một huyện ở đạo (tỉnh) Daegu, Hàn Quốc. Huyện Gunwi có diện tích 614,15 km2, dân số 34.293 người. Quận được chia thành 1 ấp (읍 eup) và 7 diện (면 myeon).